# Fritz Nuss

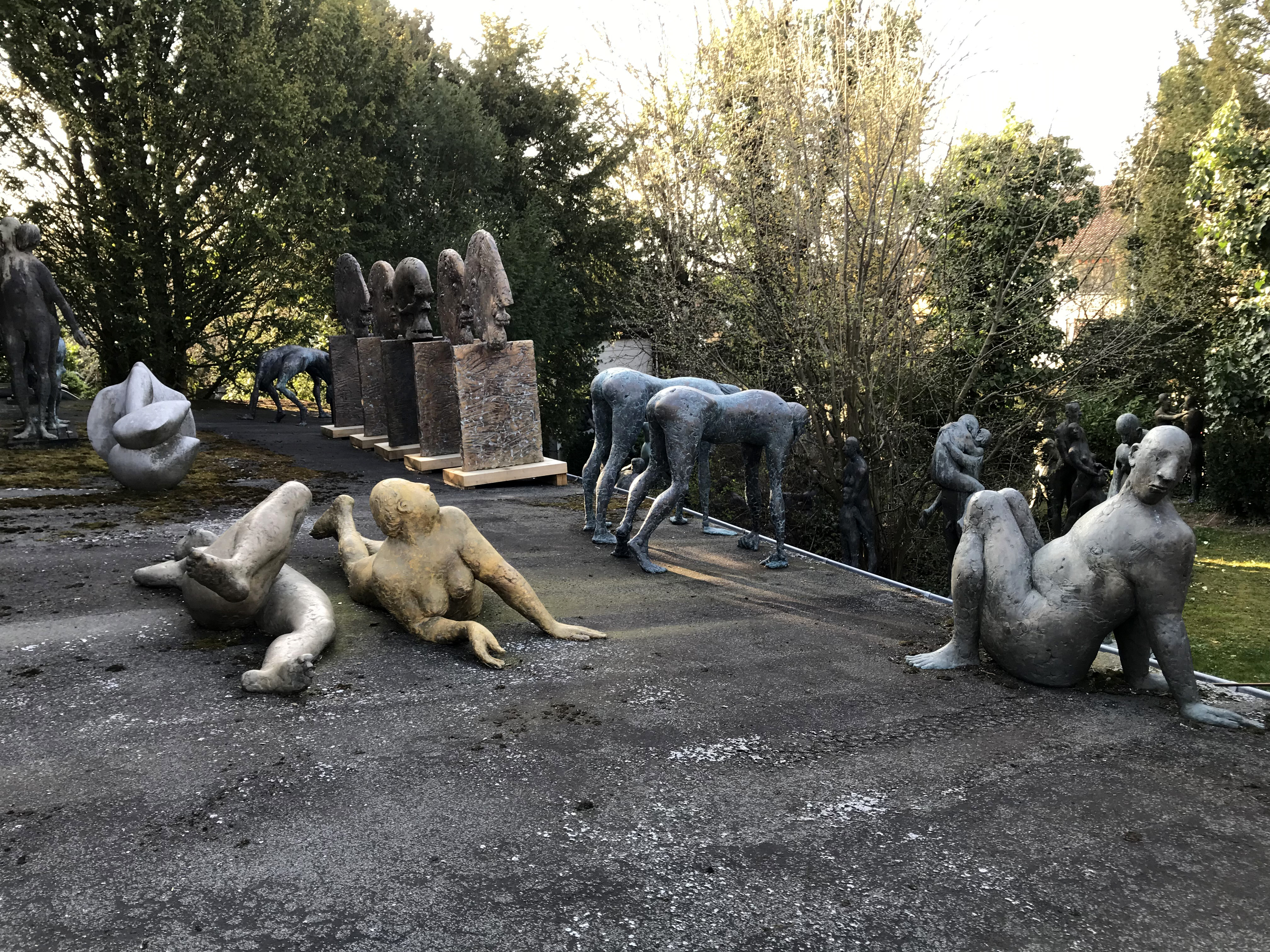
Blick in das Anwesen von Nuss in Strümpfelbach

Fritz Nuss (* 24. Mai 1907 in Göppingen; † 3. März 1999 in Strümpfelbach, Teilort der Stadt Weinstadt im Rems-Murr-Kreis) war ein deutscher Bildhauer und Medailleur.

## Leben

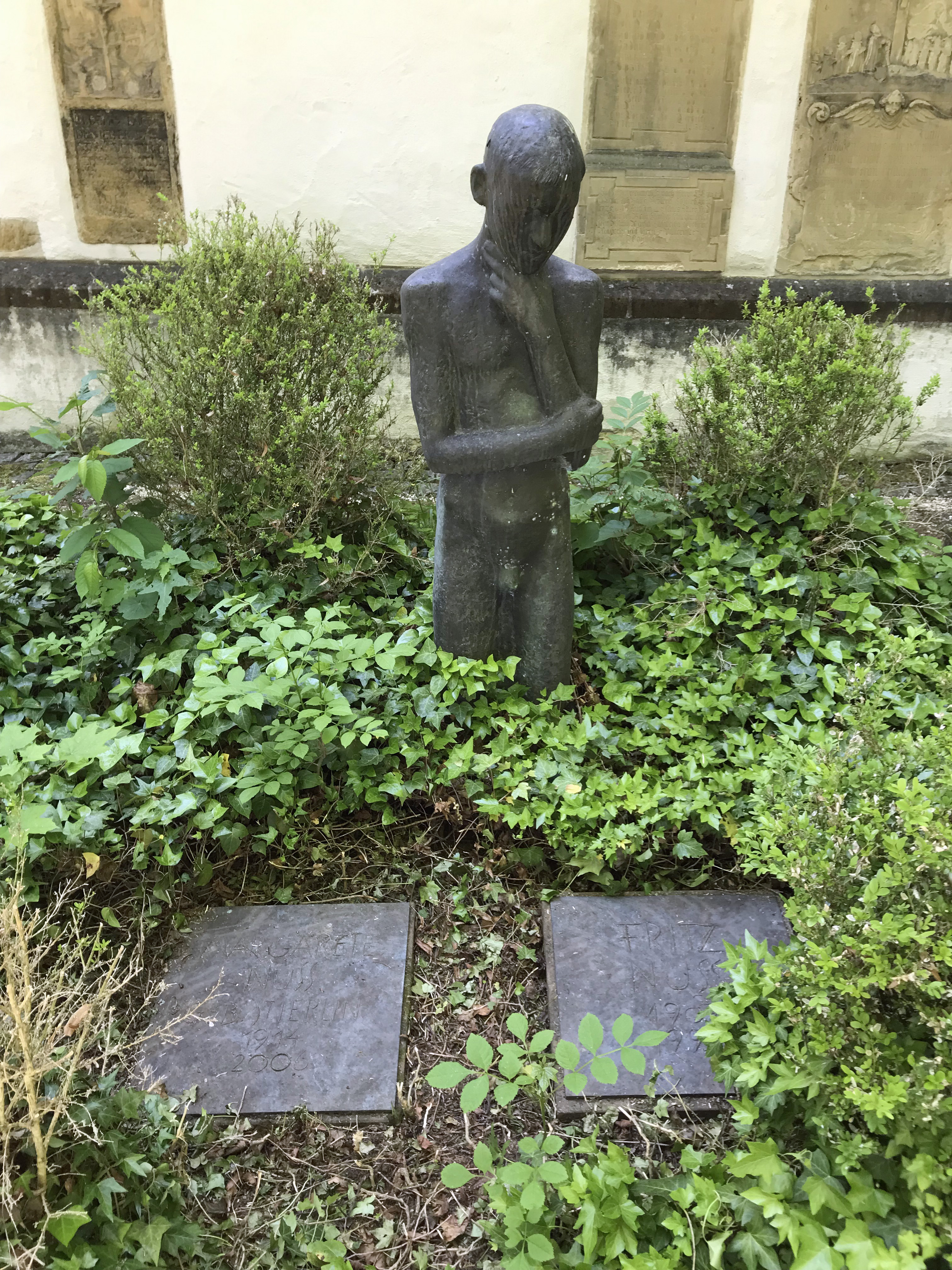
Grab von Fritz (rechts) und Margarete Nuss auf dem St.-Johann-Friedhof in Aalen.

Fritz Nuss wurde zunächst in Schwäbisch Gmünd zum Ziseleur ausgebildet und studierte dann in Schwäbisch Gmünd bei Albert Holl (1890–1970), in München bei Hermann Hahn (1868–1945) und von 1928 bis 1933 in Stuttgart bei Ludwig Habich.
Nuss nahm als Kriegsberichterstatter der Wehrmacht an der Ostfront, u. a. mit Peter Jakob Schober, am Zweiten Weltkrieg teil.
Nachdem er 1943 Professor geworden war, zog er nach Strümpfelbach. Im gleichen Jahr wurde auch sein Sohn Karl Ulrich Nuss geboren. Von 1952 bis 1972 leitete er an der Fachhochschule für Gestaltung in Schwäbisch Gmünd die Klasse für plastisches Gestalten. 1977 wurde er Ehrenbürger von Weinstadt.
Nuss wurde auf dem St.-Johann-Friedhof in Aalen vor der Ostwand der Johanneskirche bestattet. Hinter seiner Grabplatte (rechts) und der seiner Ehefrau Margarete Nuss geb. Stierlin (1914–2006) steht eine von Nuss selbst angefertigte Bronzeskulptur „Trauernder Knabe“.

## Werk und Werke
Hauptthema seiner Plastiken war der menschliche Körper. Glaubt man bei seinen frühen Werken noch den Einfluss Maillols zu erkennen, so erinnern die abstrakteren und expressiveren Figuren der 1950er und 1960er Jahre eher an Tendenzen bei Henry Moore. Bewegter und weniger statisch wirken die plastischen Werke der 1970er und 1980er Jahre.
In der Zeit des Nationalsozialismus war Nuß Mitglied der Reichskammer der bildenden Künste. Er nahm von 1937 bis 1944 an allen Großen Deutsche Kunstausstellungen in München teil. 1942 kaufte Martin Bormann dort die Skulptur Jüngling 1942, 1944 wurde die Großskulptur Der Morgen von Adolf Hitler angekauft. Am 2. Juli 1937 beantragte Nuss die Aufnahme in die NSDAP und wurde rückwirkend zum 1. Mai desselben Jahres aufgenommen (Mitgliedsnummer 5.052.148).
Nuss gestaltete auch zahlreiche Medaillen, so etwa zu den Gewichtheber-Weltmeisterschaften in Stuttgart 1977 und zum John-Cranko-Preis 1982. Auch Medaillen zu Ehren des Einhandseglers Claus Hehner, des Bildhauers Arno Breker (1985) im Auftrag der Arno-Breker-Gesellschaft und zwei Bronzeguss-Medaillen mit dem Porträt Otto Marzineks schuf Fritz Nuss.
1971 gelangte im Wettbewerb zur Herausgabe einer 5-DM-Gedenkmünze zum 500. Geburtstag von Albrecht Dürer sein Entwurf (2. Preis, ein 1. Preis wurde nicht vergeben) zur Ausführung.

## Öffentlich zugängliche Werke

### Raum Stuttgart

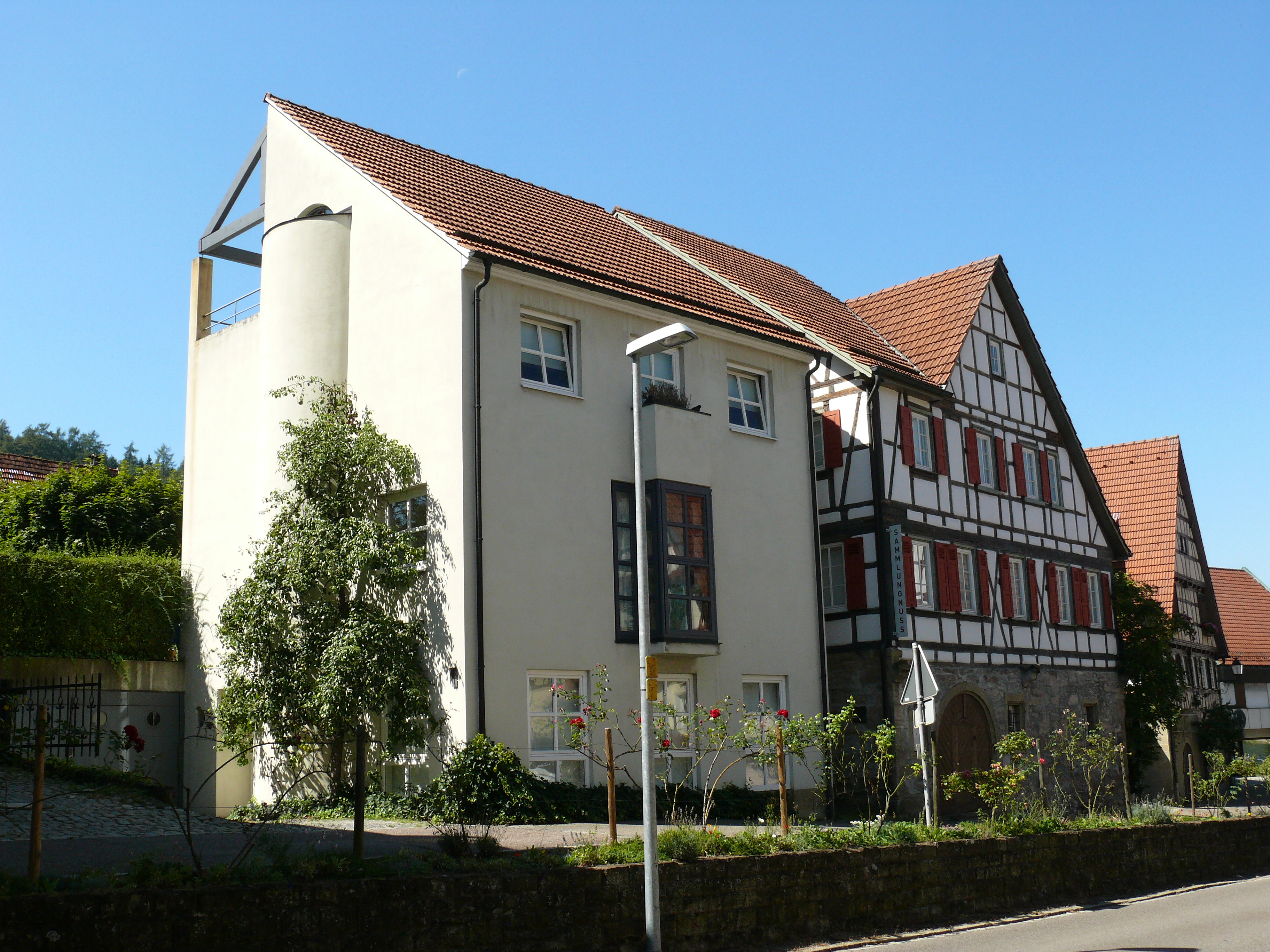
Museum Sammlung Nuss in Strümpfelbach

In Strümpfelbach (gehört heute zu Weinstadt), dem langjährigen Wohnort von Fritz Nuss, sind zahlreiche Figuren aus verschiedenen Schaffensperioden zu sehen. Der Skulpturenpfad durch die Strümpfelbacher Weinberge umfasst insgesamt 43 Skulpturen aus Bronze und Stein von Professor Fritz Nuss sowie seinem Sohn Karl Ulrich Nuss und seinem Enkel Christoph Traub. Die Pfarrkirche St. Jodokus in Strümpfelbach verfügt über eine Bronzetür von Fritz Nuss. Im Untergeschoss des Fachwerk-Rathauses befindet sich ein von ihm gestalteter Brunnen, der hinter einem Gittertor sichtbar ist. Im „Museum Sammlung Nuss“ sind von Fritz Nuss und seinem Sohn Karl Ulrich gesammelte Werke des Schwäbischen Impressionismus und Expressionismus (Stuttgarter Sezession) sowie der Schwäbischen Moderne ausgestellt und korrespondieren mit Bildhauerarbeiten der Familie Nuss. Gezeigt werden Arbeiten von arrivierten Künstlern (u. a. Max Ackermann, Otto Dix, Adolf Hölzel) sowie von Malern, die nicht mehr in öffentlichen Museen vertreten sind.
In Waiblingen-Neustadt steht vor dem Rathaus die von Nuss geschaffene Figur Der Zwetschgenklopfer.
Die Liederhalle Stuttgart in Stuttgart ist mit vier Reliefplatten von seiner Hand geschmückt. Ferner gestaltete er den Elly-Heuss-Knapp-Gedächtnisbrunnen und die Plastik Großer Denker beim Wilhelmspalais. Auf dem Mailänder Platz im Stuttgarter Europaviertel findet sich die Skulptur Sitzender lesend.
Im Stuttgarter Stadtpark Silberburgpark findet man auf Höhe des Spielplatzes die Figur dankbare deutsche Mütter.
Eine Bronzeskulptur, die Jesus als Auferstandenen zeigt, ist in der Auferstehungskirche von Schlechtbach (Rudersberg) zu sehen.
Auf dem Kirchplatz vor der Stadtkirche Schorndorf steht die Bronzeplastik Mutter mit Kind. Eine an der Kirchenmauer angebrachte Tafel interpretiert die Plastik mit Hilfe eines Psalmzitats (Psalm 131, 2): „Meine Seele ist still und ruhig geworden wie ein kleines Kind bei seiner Mutter“.
Auch in der Galerie der Stadt Stuttgart und im Museum Schwäbisch Gmünd sind Werke von Fritz Nuss zu sehen.
Diverse Plastiken und Brunnen stehen in Aalen (Reichsstädter Brunnen vor dem Neuen Rathaus, 1976; Kruzifix in der Markuskirche), Ellwangen (Friedensengel bei der Kirche St. Wolfgang), Freudenstadt, Göppingen, Mössingen und Schwäbisch Gmünd (Brunnen in der Hinteren Schmiedgasse).

### Würzburg
Auf dem Sportplatz Sanderrasen steht der 1940 von der Stadt Würzburg angekaufte Diskuswerfer, eine zuvor im Ringpark aufgestellte Skulptur im Sinne nationalsozialistischer Kunstanschauung.

### Berlin, London und Köln
Werke sind auch im Münzkabinett der Staatlichen Museen Berlin und im Britischen Museum in London zu sehen. Das Deutsche Tanzarchiv Köln besitzt einen Porträtkopf der Tänzerin Mary Wigman (Bronze, 1933).

## Bilder

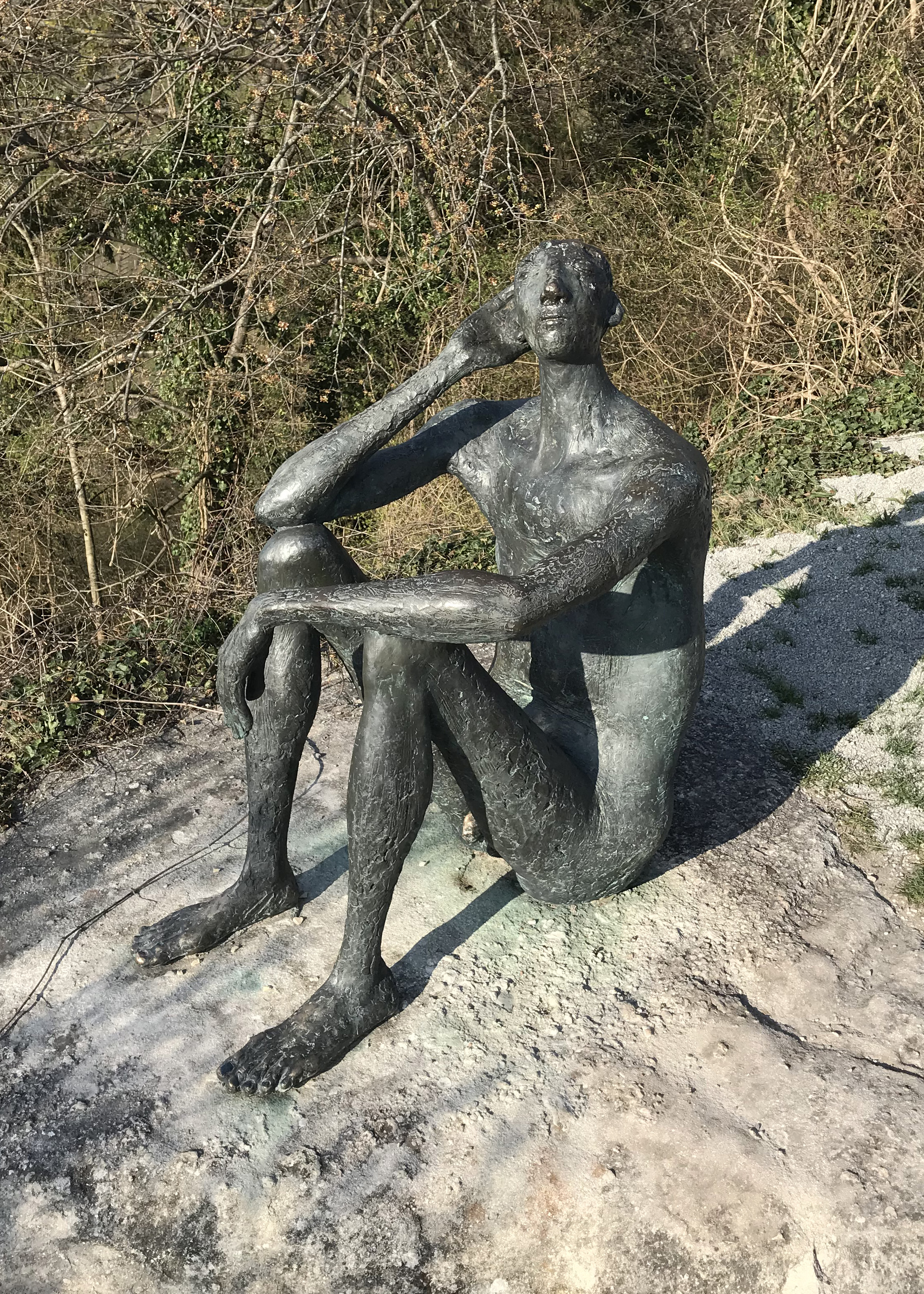
Horchender, Bronzeguss 1966, Skulpturenpfad Strümpfelbach
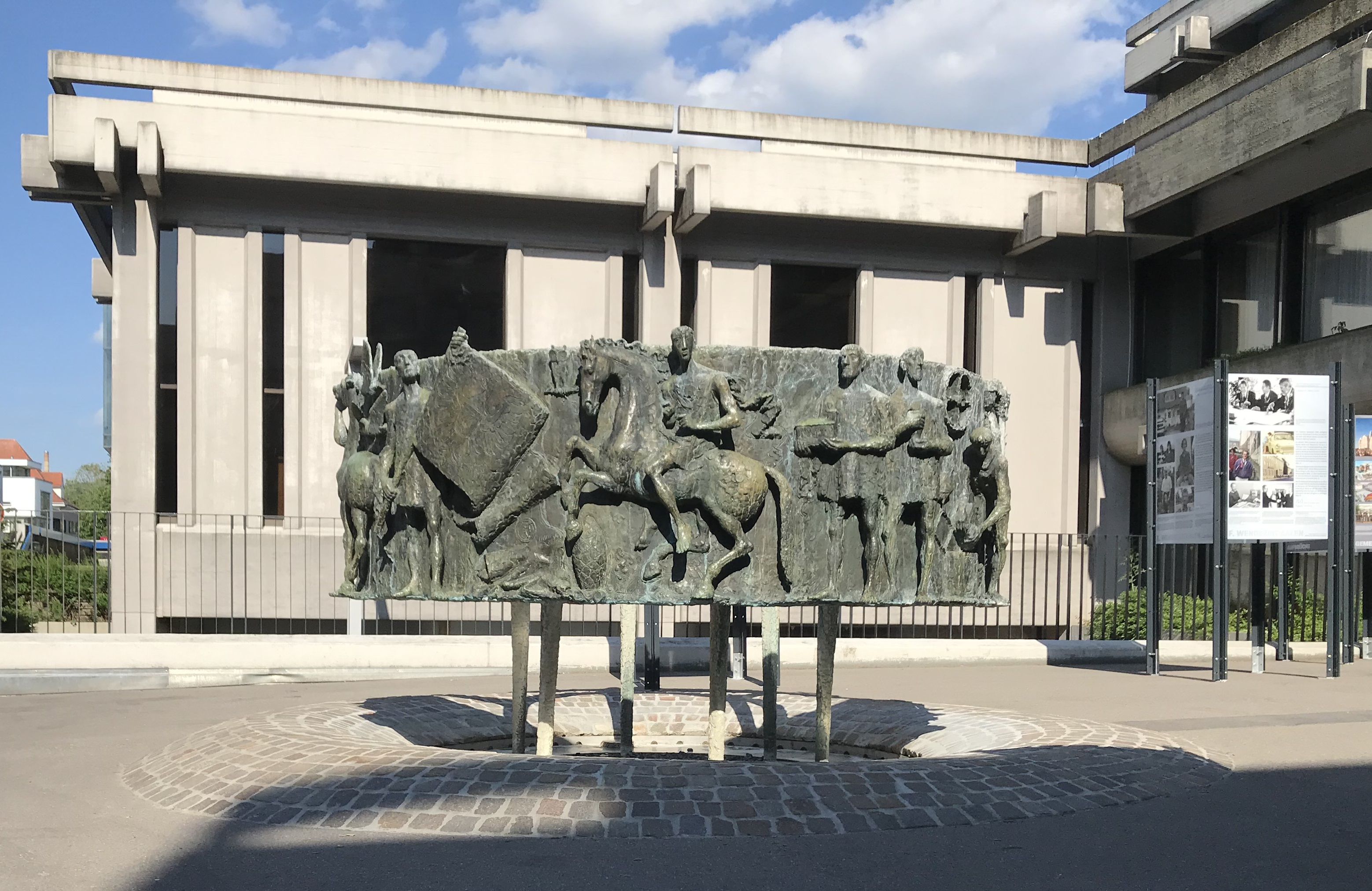
Reichsstätter Brunnen, Bronzeguss 1977, vor Rathaus in Aalen
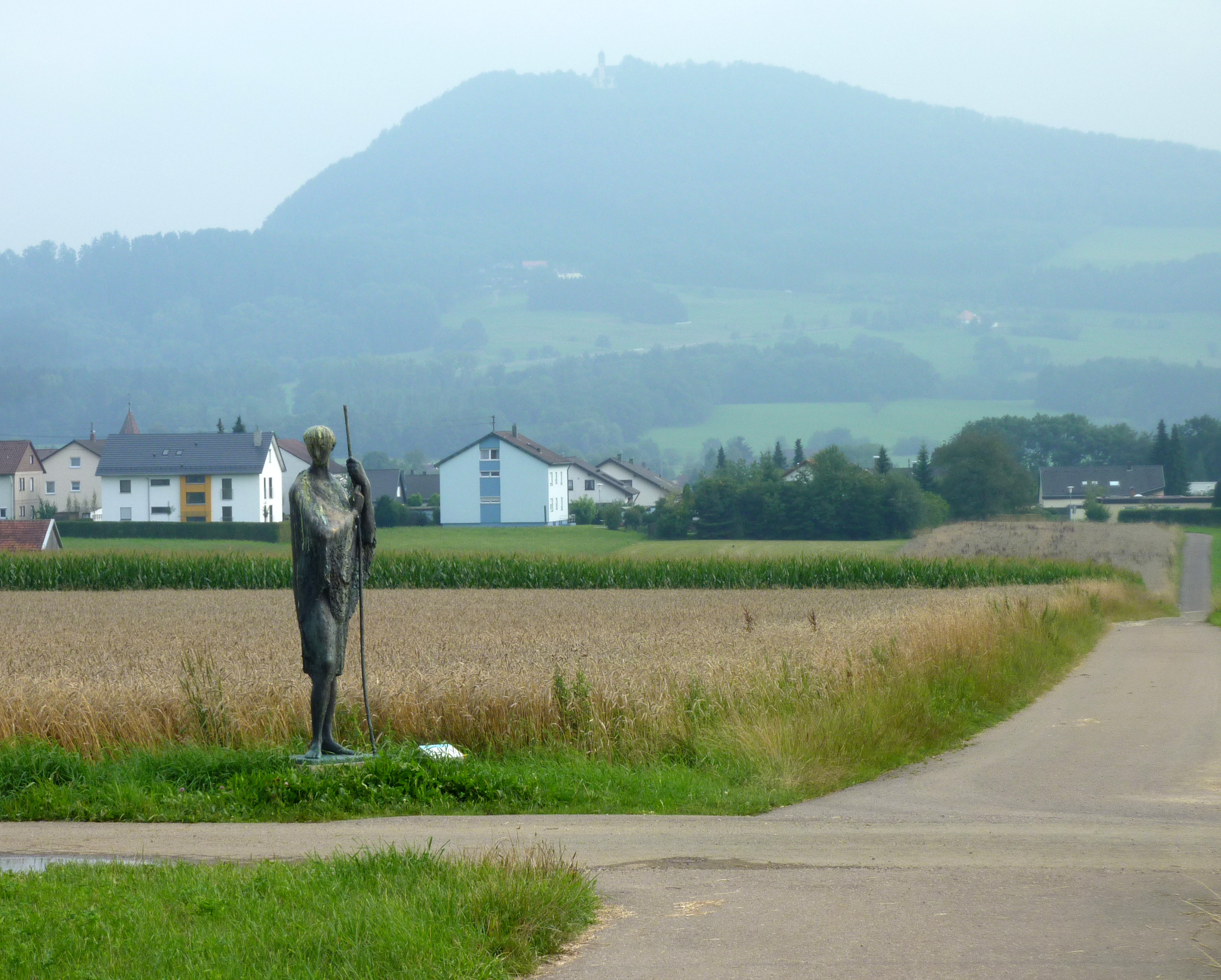
Hirtin, Bronzeguss 1978, Wege zur Kunst in Straßdorf
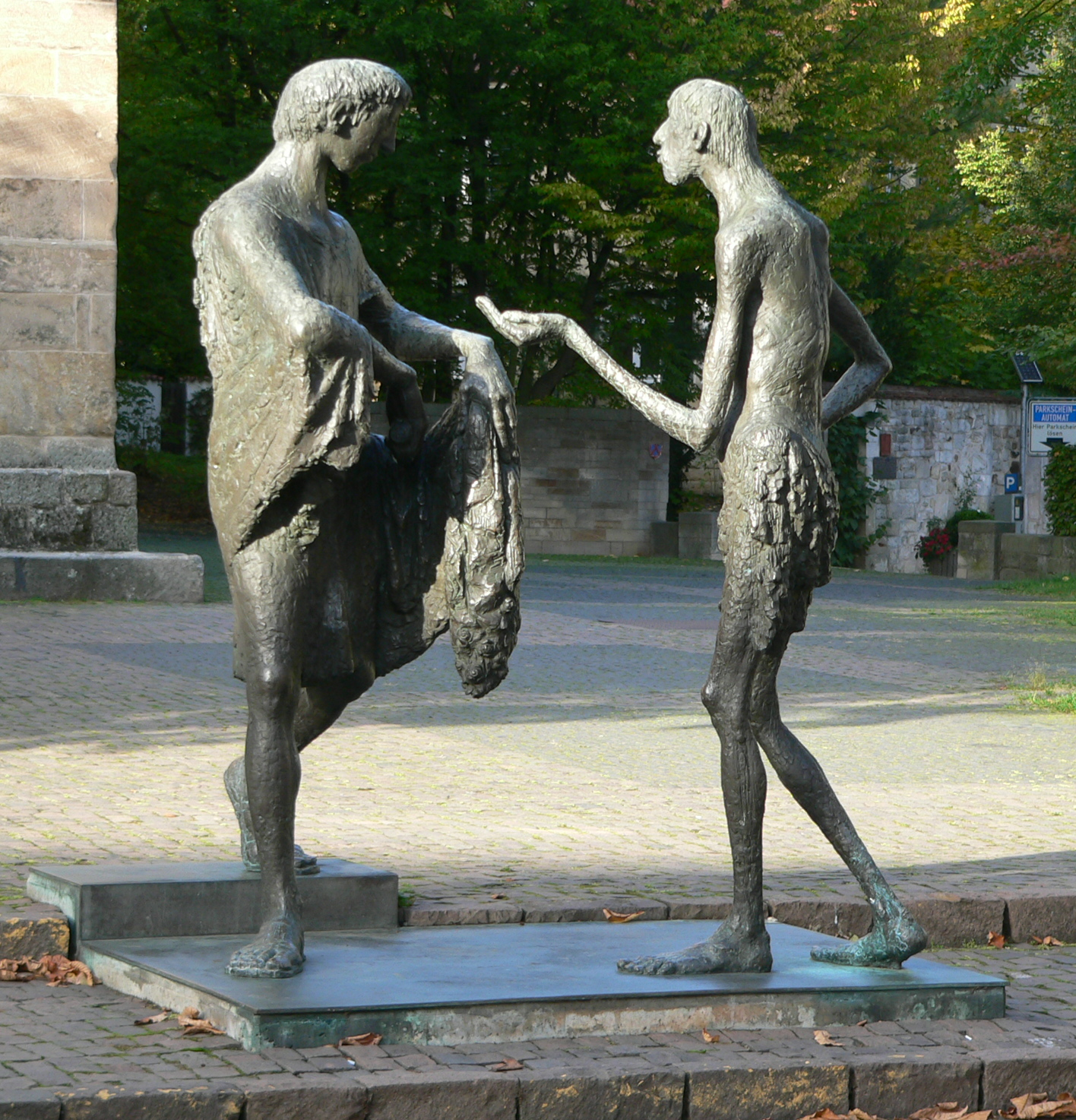
Martin teilt seinen Mantel, Bronzeguss 1983 vor der Martinskirche in Sindelfingen
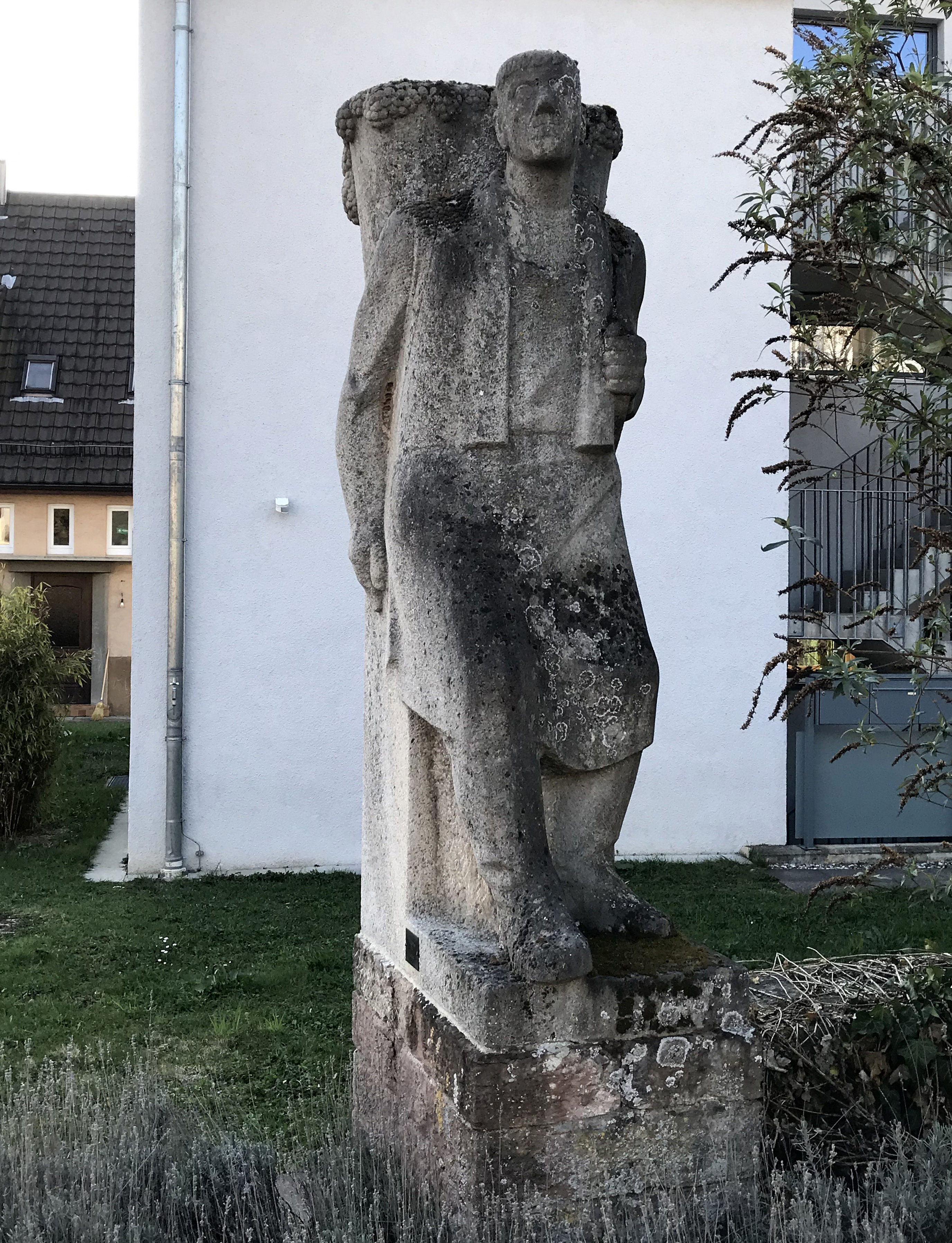
Weingärtner, Stein 1985, Strümpfelbach

## Ausstellungen
- 1973: Fritz Nuss – Plastiken und Medaillen, Kunsthaus Bühler, Stuttgart
- 1980: Fritz Nuss, Bildhauer, Städtisches Museum, Schwäbisch Gmünd
- 1982: Fritz Nuss – Plastiken und Zeichnungen, Galerie der Stadt Stuttgart, Stuttgart
- 1982: Stadtbücherei Bietigheim, Bietigheim-Bissingen
- 1985: Galerie Schlichtenmaier, Schloss Dätzingen, Grafenau
- 1987: Rathaus, Aalen; Galerie Schlichtenmaier, Schloss Dätzingen, Grafenau
- 1988: Kunsthaus Bühler, Stuttgart
- 1997: Rathausgalerie, Aalen
- 2019: Fritz Nuss als Zeichner, Galerie der Stadt Plochingen, Plochingen

## Auszeichnungen
- 1976 Heinrich-Schickhardt-Preis der Stadt Göppingen[15][16]
- 1976 Bundesverdienstkreuz[15][16]
- 1977 Ehrenbürger von Weinstadt
- 1979 Verdienstmedaille des Landes Baden-Württemberg[15][16]

## Trivia
Im Jahr 1973 wurde Nuss von Fritz Kohlstädt porträtiert. Das 80 × 65 cm große Ölgemälde mit dem Titel „Prof. Fritz Nuss“ befindet sich in den USA in Privatbesitz.